# 42981 Jenniskens
42981 Jenniskens este un asteroid din centura principală de asteroizi.

## Descriere
42981 Jenniskens este un asteroid din centura principală de asteroizi. A fost descoperit pe 2 octombrie 1999 la Observatorul din Ondřejov par l'Observatorul din Ondřejov. Asteroidul prezintă o orbită caracterizată de o semiaxă mare de 2,54 ua, o excentricitate de 0,14 și o înclinație de 5,9° în raport cu ecliptica.